# Кекилов, Аман
Аман Кекилов (туркм. Aman Kekilow; 9 мая 1912, аул Кеши, близ Ашхабада — 13 декабря 1974, Ашхабад) — советский туркменский учёный, поэт и прозаик, педагог. Народный писатель Туркменской ССР (1967). Доктор филологических наук. Академик, заслуженный деятель науки Туркменской ССР (1972). Автор текста первого Государственного Гимна Туркменской ССР.

## Биография
Родился в семье бедного крестьянина. Рано остался сиротой и с 1922 года воспитывался в интернате имени Ильбаева в г. Ашхабаде, куда его и Чары Аширова, его двоюродного брата, устроил старший брат Шалы Кекилов, преподаватель педагогического училища.
Старший брат оказал большое влияние на развитие таланта и становление младших братьев. В 1925—1929 гг. Аман обучался в педагогическом техникуме.
После окончания техникума, А. Кекилов работал ответственным секретарем журнала «Пионер», затем преподавал в том же педагогическом техникуме.
С 1930 по 1933 — А. Кекилов — слушатель подготовительной группы аспирантуры при Научно-исследовательском институте научной педагогики Наркомпроса Туркменской ССР. В 1933—1935 — ответственный секретарь газеты «Колхозчи», потом главный редактор детского сектора Туркменгосиздата. С 1935 — аспирант Московского института истории, философии и литературы. Затем — преподаватель на туркменском отделении ГИТИСа им. Луначарского в Москве.
С конца 1939 до 1948 работал в Ашхабадском государственном педагогическом институте им. Горького (теперь Туркменский государственный университет им. Махтумкули). После ашхабадского землетрясения 1948 года с семьей переезжает в Чарджоу (Туркменабад). Здесь заведует кафедрой и преподает сначала в учительском институте, а затем в Туркменском Государственном педагогическом институте им. Ленина.
Аман Кекилов — участник первого Всесоюзного съезда советских писателей в Москве в 1934 году, делегат от Туркмении. Участник первого съезда писателей Туркменистана. Тогда же принят в члены Союза писателей СССР. Член Союза писателей Туркменистана.
Много лет Аман Кекилов возглавлял Комитет солидарности стран Азии и Африки. Кроме того, он был членом правления Союза Писателей Туркменистана, членом Академии наук Туркменистана.
Скончался 13 декабря 1974 года. Похоронен на Ватутинском кладбище Ашхабада.

## Творчество
Аман Кекилов — автор стихов, поэм, пьес, романов, около ста статьей и научных работ, в том числе, труда о теории стихосложения «Теория литературы» (3 изд., 1961).
В 1927 было опубликовано его первое стихотворение. Печатал рецензий на книги известных литераторов. В 1932 был издан первый сборник стихов молодого автора. За ним были изданы еще два: «Вперед» и «Два стихотворения», в которых А. Кекилов выступил как детский поэт.

## Избранная библиография
- Стихи:
  - «На хлопковом поле»,
  - «Колхозникам»,
  - «Вперед»,
  - «Обновляются наши села»
- поэмы «Прошедшие дни», «Вперёд» (1935), «Последняя встреча» (1940)
- сказки «Кувшин и лиса», «Поэт и падишах», «Дети и книга»,
- роман в стихах «Любовь» (первый роман на туркменском языке),
- роман «Рассеянные тучи»
- учебник «Теория литературы»,
- литературоведческие книги «Искусство слова» и «Тайны слова»,
- монография о жизни Молланепеса «Великий лирик»
- статьи «Сегодняшние задачи молодых поэтов» (1932), «О языке художественного произведения» (1942), «Туркменская советская литература на пути развития» (1943), «Поэзия Октября» (1947), «О форме и содержании художественного произведения» (1947) и др.

Автор текста Государственного гимна Туркменской ССР (1946).

## Награды
- Два ордена «Знак Почёта» (в т.ч. 1955)[1],
- Медаль СССР,
- лауреат Государственной премии Туркменистана имени Махтумкули.

## Память
- Имя Амана Кекилова носит улица в Ашхабаде — столице Туркменистана и Педагогический техникум г. Ашхабада.
- Бюст Аману Кекилову установлен в числе великих поэтов, писателей и музыкантов на Аллее Славы, открытой в Ашхабаде в 2010 году.